# Rachunkowość bankowa
Rachunkowość bankowa (księgowość bankowa) – system ewidencji działalności banku, którego celem jest odzwierciedlenie sytuacji majątkowej, finansowej i ekonomicznej objętego nim podmiotu. Rachunkowość bankowa, stanowiąc część rachunkowości, wypełnia wszystkie uniwersalne zadania rachunkowości oraz wykorzystuje wszystkie właściwe dla rachunkowości metody i zasady.
Przedmiotem rachunkowości bankowej jest działalność podstawowa banku określona w prawie bankowym i statucie podmiotu, a także wszystkie inne czynności realizowane przez bank niezwiązane bezpośrednio z działalnością podstawową (działalność gospodarcza), których celem jest zapewnienie funkcjonowania banku.
Podmiotem rachunkowości bankowej jest bank, czyli podmiot działający na podstawie przepisów prawa bankowego.
Rachunkowość bankowa dostarcza danych dla: zarządu banku, akcjonariuszy, klientów, kontrahentów, organów nadzoru finansowego, banku centralnego.
W Polsce banki jako jednostki organizacyjne działające na podstawie ustawy Prawo bankowe są objęte nadrzędnym i uniwersalnym aktem regulującym system rachunkowości, tj. Ustawą o rachunkowości z dn. 29 września 1994 r. W związku z odmiennym charakterem działalności bankowej, banki w zakresie rachunkowości podlegają również szczególnym zapisom utworzonym przez Ministra Finansów (m.in. jest to Rozporządzenie Ministra Finansów z dn. 1 października 2010 r. w sprawie szczególnych zasad rachunkowości banków (Dz.U. z 2019 r. poz. 957)). Ponadto zasady rachunkowości bankowej oparte są na rozporządzeniach Komitetu Międzynarodowych Standardów Rachunkowości.